# Somatidia olliffi
Somatidia olliffi är en skalbaggsart som beskrevs av Lea 1929. Somatidia olliffi ingår i släktet Somatidia och familjen långhorningar. Inga underarter finns listade i Catalogue of Life.